# متنوعة متراكمة البورون
متنوعة متراكمة البورون (الاسم العلمي: Variovorax boronicumulans) هي نوع من البكتيريا، سلبية الغرام، تتبع جنس الملتهمة متغيرة.